# Resultados do Carnaval da Baixada Santista em 2006
Resultados do Carnaval da Baixada Santista em 2006.

## Carnaval Metropolitano

### Escolas de Samba
| Resultado Oficial - 2006 |                            |              |        |
| Colocação                | Escola                     | Cidade       | Total  |
| 01º. Lugar               | Independência do Casqueiro | Cubatão      | 197,00 |
| 02º. Lugar               | Unidos do Beira Mar        | São Vicente  | 196,00 |
| 03º. Lugar               | X-9                        | Santos       | 193,00 |
| 04º. Lugar               | Imperatriz da Ilha         | São Vicente  | 193,00 |
| 05º. Lugar               | União Imperial             | Santos       | 191,00 |
| 06º. Lugar               | Império Dourado            | São Vicente  | 190,00 |
| 07º. Lugar               | Águia                      | São Vicente  | 189,00 |
| 08º. Lugar               | Sangue Jovem               | Santos       | 184,00 |
| 09º. Lugar               | Nações Unidas              | Cubatão      | 184,00 |
| 10º. Lugar               | Império da Praia Grande    | Praia Grande | 178,00 |
| 11º. Lugar               | Santa Cruz                 | São Vicente  | 178,00 |
| 12º. Lugar               | Vila do Sapo               | Praia Grande | 168,00 |
| 13º. Lugar               | Unidos Independentes       | São Vicente  | 163,00 |
| 14º. Lugar               | Acadêmicos de São Vicente  | São Vicente  | 140,00 |

- Local do desfile: Avenida do Samba de Praia Grande.
- Total de escolas que desfilaram: 20
- Escolas convidadas (não competiram): Mocidade Alegre e Leandro de Itaquera.

### Blocos
- 1- Galoucura e Camisa Preto e Branco

## Praia Grande

### Escolas de samba
- Campeão: Império de Praia Grande - considerado campeão da cidade, pois foi o melhor colocado no Carnaval Regional.
- Vice: Unidos da Vila do Sapo.

### Blocos
- 1- 99 FM
- 2- Form Folia
- 3- Bloco do Trevo

## Santos
- 1-Brasil, Sangue Jovem, Padre Paulo, 170 pts. [2][3]
- 2-União imperial[2], 169
- 3-Unidos da Zona Noroeste, 167,5
- 4-Bandeirantes do Saboó, 167,6
- 5-Unidos dos Morros, 166,5
- 6-Real Mocidade Santista 166,5
- 7-Vila Nova 164
- 8-Mocidade Amazonense 163,5
- 9- X-9  149
- 10-Metropolitana 147 [4]